# Jerry Bergman
Gerard R. „Jerry“ Bergman (* 1929 in Pennsylvania; † Mai 2017 ebenda) war ein US-amerikanischer Schiedsrichter im American Football, der von der Saison 1966 bis 1995 in der NFL tätig war. Als Schiedsrichter trug er die Uniform mit der Nummer 17, außer in den Spielzeiten 1979 bis 1981, in denen positionsbezogene Nummern vergeben wurden.

## Karriere
Bergman war seine gesamte NFL-Laufbahn als Head Linesman bzw. aufgrund der Umbenennung im Jahr 2017 als Down Judge tätig.
Er war bei insgesamt fünf Super Bowls als Head Linesman bzw. Down Judge im Einsatz: In den Super Bowls XIII im Jahr 1979 und XVI im Jahr 1982 war er in den Crews unter der Leitung von Hauptschiedsrichter Pat Haggerty. Beim Super Bowl XVIII im Jahr 1984 war er im Schiedsrichtergespann unter der Leitung von Hauptschiedsrichter Gene Barth. Im Super Bowl XXIII im Jahr 1989 unter der Leitung von Jerry Seeman und im Super Bowl LII im Jahr 2018 unter der Leitung von Gene Steratore. Zudem war er Teil der Schiedsrichtergespanne in den Pro Bowls 1975, 1977 und 1995.
Nach dem Super Bowl LII beendete er seine Karriere.
Er wurde im Jahr 2003 mit dem NFLRA Honoree Award ausgezeichnet.

## Privates
Sein Sohn Jeff Bergman ist ebenfalls Schiedsrichter in der NFL.